# Dahaneh-ye Ġawri
Dahaneh-ye Ġawri es una ciudad de Afganistán y del distrito de su nombre. Pertenece a la provincia de Baglán. También recibe los nombres de Dahana Gori, Dahana Ghori y Dahaneh-ye Ghowri.
Su población era de 2200 habitantes en 2006, según fuentes oficiales, mientras que en la 2008 se estima en 2.206.